# Sinobambusa urens
Sinobambusa urens är en gräsart som beskrevs av Tai Hui Wen. Sinobambusa urens ingår i släktet Sinobambusa och familjen gräs. Inga underarter finns listade i Catalogue of Life.